# Oving
Oving est un village et une paroisse civile du Sussex de l'Ouest, en Angleterre.
Oving est situé à l’est de Chichester.